# Ролле, Иосиф Иосифович

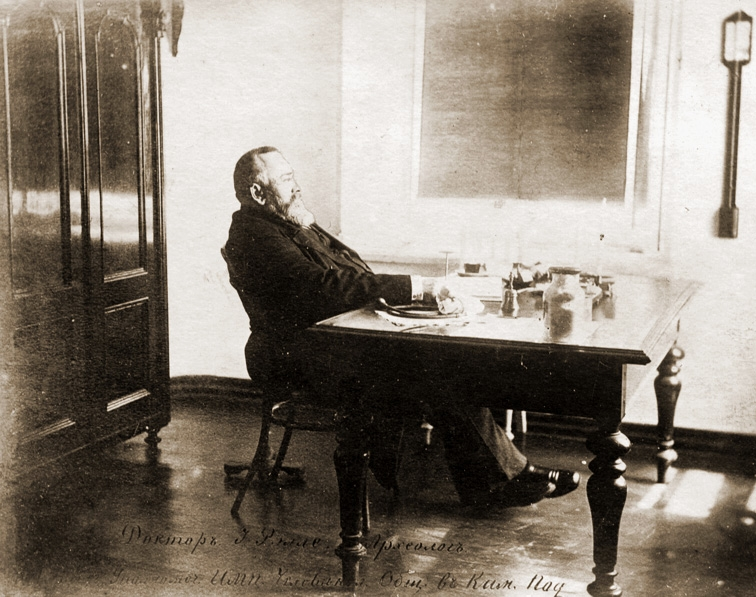
Иосиф Ролле в своём кабинете.

Иосиф Иосифович Ролле или Юзеф Аполлинарий Ролле (пол. Józef Apolinary Rolle; 26 сентября 1829, Генриховка — 9 января (старый стиль) 1894, Каменец-Подольский) — историк Юго-западного края (писал под псевдонимом D-r Antoni J.), врач-психиатр.

## Биография
Родился в местечке Генриховка на Подолье в семье с французскими корнями. Дед, француз, был завербован вместе с группой французских офицеров в качестве инструктора военных подразделений, сформированных Барской конфедерацией. Дед, которого внук описывает как авантюриста или, по крайней мере, беспокойного человека, после падения Барской конфедерации не вернулся во Францию — он поселился в Галиции и женился на польке. Его отец, Юзеф Винцентий Ролле (1788—1892), был секретарем Михала Радзивилла, в то время люстратора имения Генриха Любомирского на Подолье. От Генрика Любомирского он получил во владение Генриховку, где родился Юзеф Аполлинарий. Юзеф Винцентий Ролле дожил до 104 лет.
Юзеф Ролле учился в средней школе в Виннице, а затем в Немирове. В Киеве он сдал экзамен на аттестат зрелости, а в 1850—1855 годах изучал медицину в Киевском Императорском университете св. Владимира. После окончания университета он посвятил себя психиатрии — в 1858 году прошел специализированную подготовку в Зонненштеайне под Дрезденом, а затем стажировался в психиатрических больницах Парижа.
С 1861 поселился в Каменце-Подольском, где занялся медицинской практикой. Руководил отделением для душевнобольных, ввел ряд новшеств в лечение больных, пользовался репутацией хорошего врача.
В то же время приступил к собиранию материалов по истории подольского края. В 1860-х гг. он начал печатать свои труды в разных повременных польских изданиях, а с 1875 г. стал выпускать исторические рассказы («Opowiadania historyczne»), которых до 1893 года вышел 21 том. Переводы некоторых из них появлялись в «Киевской Старине». Монографии Ролле посвящены исключительно истории Подолии и вообще Юго-западного края («Беседы из прошлого», «Под полумесяцем», «Князь Сарматии», «Монаршее посещение», «Тульчинский двор», «Теофилия Хмелецкая», «Тарновское дело», «Литературная дружина», «Володыевские»). «Zameczki Podolskie na kresach multańskich» («Подольские замки по молдавской границе») дают полную историю Каменец-Подольска и уездных городов Подольской губернии. На русском языке Ролле напечатал перевод, с предисловием, «Записок Хржонщевского» (в «Русском Архиве» 1874 г., т. I); после его смерти, на основании его сочинений, А. Ефименко поместил в «Киевской Старине» (1894 г., № 6, 8, 9 и 1895 г., № 5) статью: «Очерк истории правобережной Украины». Ролле участвовал в издании «Подольской Старины» и «Материалов для истории Подольской губернии» (где им помещено 119 документов XVIII в.).
Напечатал ряд медицинских статей в польских журналах и отдельно издал в Кракове «Душевные болезни» (1887) и антропологический эскиз «О наследственности помешательства» (1889).
Свои исторические записки и статьи подписывал псевдонимами: dr.Antoni J., dr.A. J., Adscriptus, Antoni J., Dr.Antoni, Józef z Henrykówki, Pirożko Fulgencjusz.
Умер от уремии, вызванной камнями в почках 21 января 1894 года. Некрологи были напечатаны в «Киевской Старине» (1894 г., № 2) и «Киевлянин» (1894 г., № 32 и сл.), Подольских епархиальных ведомостях, 1894, № 4 от 22 января.

### Семья
- Жена — Идалия Защинская
- Старший сын — известный журналист, историк, писатель Михал (1865—1932)
- Младший сын — Кароль (1871—1954), инженер и президент Кракова

## Труды
- «Zameczki podolski na kresach multanskich» (1869)
- «Szkice psychiatryczne» (1872, 1873)
- «Niewiasty kresowe: opowiadania historyczne» (1883)
- «Opowiadania historyczne» (1875—1887)
- «Sylwetki historyczne» (1875—1893)
- «Gawędy z przeszłości» (1878, 1879, 1893)
- «O dziedziczności obłąkania» (1888)
- «Choroby umysłowe Cz. 1.» (1893)
- «Choroby umysłowe Cz. 2.» (1894)